# 9284 Juansanchez
9284 Juansanchez eller 1981 ED24 är en asteroid i huvudbältet som upptäcktes den 7 mars 1981 av den amerikanska astronomen Schelte J. Bus vid Siding Spring-observatoriet. Den är uppkallad efter Juan A. Sanchez.
Asteroiden har en diameter på ungefär 5 kilometer.